# Джошуа Кутрик
Джошуа Кутрик (англ. Joshua Kutryk; нар. 21 березня 1982, Форт-Саскачеван) — канадський військовий пілот, пілот-випробувач, астронавт, лейтенант-полковник Повітряних сил Канади.

## Біографія
Народився 21 березня 1982 у місті Форт-Саскачеван у сім'ї українських емігрантів. Його прадід емігрував у Канаду із Західної України у 1910 році. У родині підтримували українську культуру і традиції. Виріс на фермі на сході провінції Альберта.

### Освіта
У 2004 році Кутрик здобув ступінь бакалавра в галузі машинобудування в Королівському військовому коледжі Канади. Він також здобув ступінь магістра космічних досліджень в Університеті аеронавтики Ембрі-Ріддл у Флориді (2009 рік), магістра в галузі випробувань польотів в Авіаційному університету Повітряних Сил США в Алабамі (2012 рік) та ступінь магістра в галузі оборонних досліджень у Королівському військовому коледжі Канади (2014 рік).

### Кар'єра
У 2000 році вступив на службу у Збройні сили Канади. Працював пілотом-випробувачем на авіабазі Колд-Лейк (провінція Альберта), де очолював підрозділ, що відповідав за оперативні польові випробування винищувачів. У 2007—2011 роках служив пілотом винищувача CF-18 425-ї тактичної винищувальної ескадри в місті Баготвілль, Квебек. Брав участь у бойових місіях НАТО, зокрема в Афганістані та Лівії. У 2015 році приєднався до Канадської космічної програми. 1 липня 2017 року Джошуа Кутрик разом із Дженніфер Сейді були зараховані до канадського корпусу астронавтів. Їх обрали з понад 3700 претендентів на цю посаду.

## Захоплення
Любить кататися на лижах, велосипеді, займається альпінізмом та парапланеризмом.